# Isabelle Paque
Isabelle Paque (ur. 8 maja 1964) – francuska judoczka.
Brązowa medalistka mistrzostw świata w 1986 i 1987; piąta w 1991. Startowała w Pucharze Świata w latach 1990-1992. Zdobyła sześć medali mistrzostw Europy w latach 1985 - 1988, w tym trzy w drużynie. Wygrała akademickie MŚ w 1986. Mistrzyni Francji w 1986, 1987 i 1988 roku.